# Henric de la Cour
Henric de la Cour (né Paul Henric Dornonville de La Cour, le 8 octobre 1974 à Eskilstuna) est un auteur-compositeur, musicien et chanteur suédois de musique électronique. Il est ancien membre des groupes Yvonne et Strip Music, disparus depuis.

## Biographie

### Yvonne
Henric de la Cour commence sa carrière musicale en tant que chanteur principal du groupe suédois Yvonne, composé de Henric de la Cour (chant), David Lindh (guitare), Tobias Holmberg et Rikard Lindh (synthétiseurs), Christian Berg (basse) et Niklas Jonsson (batteur). Le groupe est formé en 1993 et se sépare en 2002. En une décennie, le groupe sort 4 albums et un grand nombre de singles.

### Strip Music
Après la séparation d'Yvonne, deux de ses membres, dont le chanteur Henric de la Cour, forment Strip Music, en 2003, composé de Henric de la Cour (chant), David Lindh (guitare), Christian Berg et Jens Hellqvist (synthétiseurs), Valdemar Asp (basse) et Richard Ankers (batterie). Le groupe se sépare après avoir sorti deux albums. Strip Music voyage internationalement et se produit en Angleterre, aux Pays-Bas, en Norvège, au Danemark, en Finlande et en Ukraine. En 2009, le groupe est mis en veille, Henric de la Cour s'étant tourné vers d'autres projets.

### Activités solo
Henric de la Cour poursuit sa carrière musicale en solo à partir de 2011. Il participe à l'album Show de la star de musique électronique Andreas Tilliander. Il prête ensuite sa voix à Per Nordmarks, membre de Fireside, pour son projet solo Bad Hands. Il travaille comme DJ et joue également le rôle de Jack Skellington lors de la transformation de A Nightmare Before Christmas en comédie musicale.
Il sort son premier album éponyme, Henric de la Cour, le 19 octobre 2011 en Scandinavie et le 28 octobre 2011 dans le reste du monde. Il est aussi au centre d'un nouveau documentaire de Jacob Frössén qui sera diffusé sur la chaîne de télévision nationale suédoise SVT.

## Discographie

### Albums studio
- 2011 : Henric de la Cour
- 2013 : Mandrills
- 2018 : Gimme Daggers
- 2019 : Cravings (avec Memoria)

### Singles
- 2012 : Grenade/Harmony Dies
- 2014 : Chasing Dark
- 2016 : Two Against One
- 2016 : Worthless Web
- 2018 : Kowalski was Here
- 2019 : Lights Out (avec Memoria)
- 2019 : A Texas Dream/Fear the City Inside

### Avec Yvonne
- 1995 : Yvonne
- 1997 : Getting Out, Getting Anywhere
- 1999 : True Love
- 2001 : Hit that City

### Avec Strip Music
- 2004 : Strip Music
- 2006 : Hollywood and Wolfman